# Neolutosa emarginata
Neolutosa emarginata är en insektsart som beskrevs av Andrej Vasiljevitj Gorochov 2001. Neolutosa emarginata ingår i släktet Neolutosa och familjen Anostostomatidae. Inga underarter finns listade i Catalogue of Life.